# Levec (priimek)
Levec je priimek več znanih Slovencev:

## Znani nosilci priimka
- Anka Levec (1897—1980), učiteljica
- Anton Levec (1852—1936), pisatelj in pesnik
- Anton Levec (1852—1936), pravnik in publicist
- Fran Levec (1846—1916), literat (pesnik, dramatik), literarni zgodovinar, esejist, urednik in slovaropisec
- Janez Levec (*1963), vojak
- Janez Levec (1943—2020),  kemik in akademik
- Janez Levec, bobnar
- Peter Levec (1923—1999), pesnik, literat
- Vladimir Levec (1877—1904), pravni zgodovinar, univ. profesor